# Die Innere Medizin
Die Innere Medizin (bis Mai 2022 Der Internist) ist eine medizinische Fachzeitschrift des Springer Medizin Verlags. Sie richtet sich an niedergelassene und in der Klinik tätige Internisten sowie an internistisch besonders interessierte Praktiker und Allgemeinmediziner. Die Zeitschrift erreicht etwa 40.000 Lesende und ist damit die größte deutschsprachige Facharztzeitschrift. Sie wird in Zusammenarbeit mit der Deutschen Gesellschaft für Innere Medizin und dem Berufsverband Deutscher Internisten herausgegeben und erscheint zwölfmal pro Jahr.
Kernstück jeder Ausgabe sind Artikel zu einem Schwerpunktthema. Kasuistiken zeigen Fallbeispiele und ungewöhnliche Krankheits- bzw. Behandlungsverläufe. Beiträge der Rubrik „CME: Weiterbildung – Zertifizierte Fortbildung“ bieten gesicherte Ergebnisse wissenschaftlicher Forschung und machen ärztliche Erfahrung für die tägliche Praxis nutzbar. Der Leser kann sein durch die Lektüre dieser Beiträge erworbenes Wissen überprüfen und online CME-Punkte erhalten.
Herausgeber sind Dieter Burchert, Dagmar Führer-Sakel, Michael Hallek, Hermann Haller, Gerd Hasenfuß, Norma Jung, Elisabeth Märker-Hermann, Michael P. Manns, Joachim Mössner, Martin Reincke, Bernd Salzberger, Sebastian M. Schellong, C. C. Sieber, Claus Franz Vogelmeier und Tobias Welte.
Die Zeitschrift ist indexiert in: Science Citation Index, Science Citation Index Expanded (SciSearch), PubMed/MEDLINE, Scopus, EMBASE, Google Scholar, CAB International, Academic OneFile, CAB Abstracts, Current Contents/Clinical Medicine, ETHMED, Expanded Academic, Global Health, IBIDS, INIS Atomindex, OCLC, SCImago, Summon by Serial Solutions.
Der Internist hatte 2012 einen Impact Factor von 0,329 und lag damit auf Rang 122 von 151 betrachteten Zeitschriften in der Kategorie Innere und Allgemeinmedizin.
Im April 2022 kündigte der Springer Medizin Verlag die Umbenennung der Zeitschrift zu Die Innere Medizin ab Juni 2022 an.